# Palm River-Clair Mel
Palm River-Clair Mel és una concentració de població designada pel cens dels Estats Units a l'estat de Florida. Segons el cens del 2000 tenia 17.589 habitants.

## Demografia
Segons el cens del 2000, Palm River-Clair Mel tenia 17.589 habitants, 6.034 habitatges, i 4.537 famílies. La densitat de població era de 579,9 habitants/km².
Dels 6.034 habitatges en un 38,7% hi vivien nens de menys de 18 anys, en un 47,6% hi vivien parelles casades, en un 21,6% dones solteres, i en un 24,8% no eren unitats familiars. En el 19,3% dels habitatges hi vivien persones soles el 5,8% de les quals corresponia a persones de 65 anys o més que vivien soles. El nombre mitjà de persones vivint en cada habitatge era de 2,91 i el nombre mitjà de persones que vivien en cada família era de 3,33.
Per edats la població es repartia de la següent manera: un 31,5% tenia menys de 18 anys, un 9% entre 18 i 24, un 29,1% entre 25 i 44, un 21,8% de 45 a 60 i un 8,7% 65 anys o més.
L'edat mediana era de 32 anys. Per cada 100 dones de 18 o més anys hi havia 90,5 homes.
La renda mediana per habitatge era de 35.380 $ i la renda mediana per família de 38.035 $. Els homes tenien una renda mediana de 27.796 $ mentre que les dones 22.973 $. La renda per capita de la població era de 14.593 $. Entorn del 14,9% de les famílies i el 17,4% de la població estaven per davall del llindar de pobresa.

## Poblacions més properes
El següent diagrama mostra les poblacions més properes.